# Башкиры Свердловской области

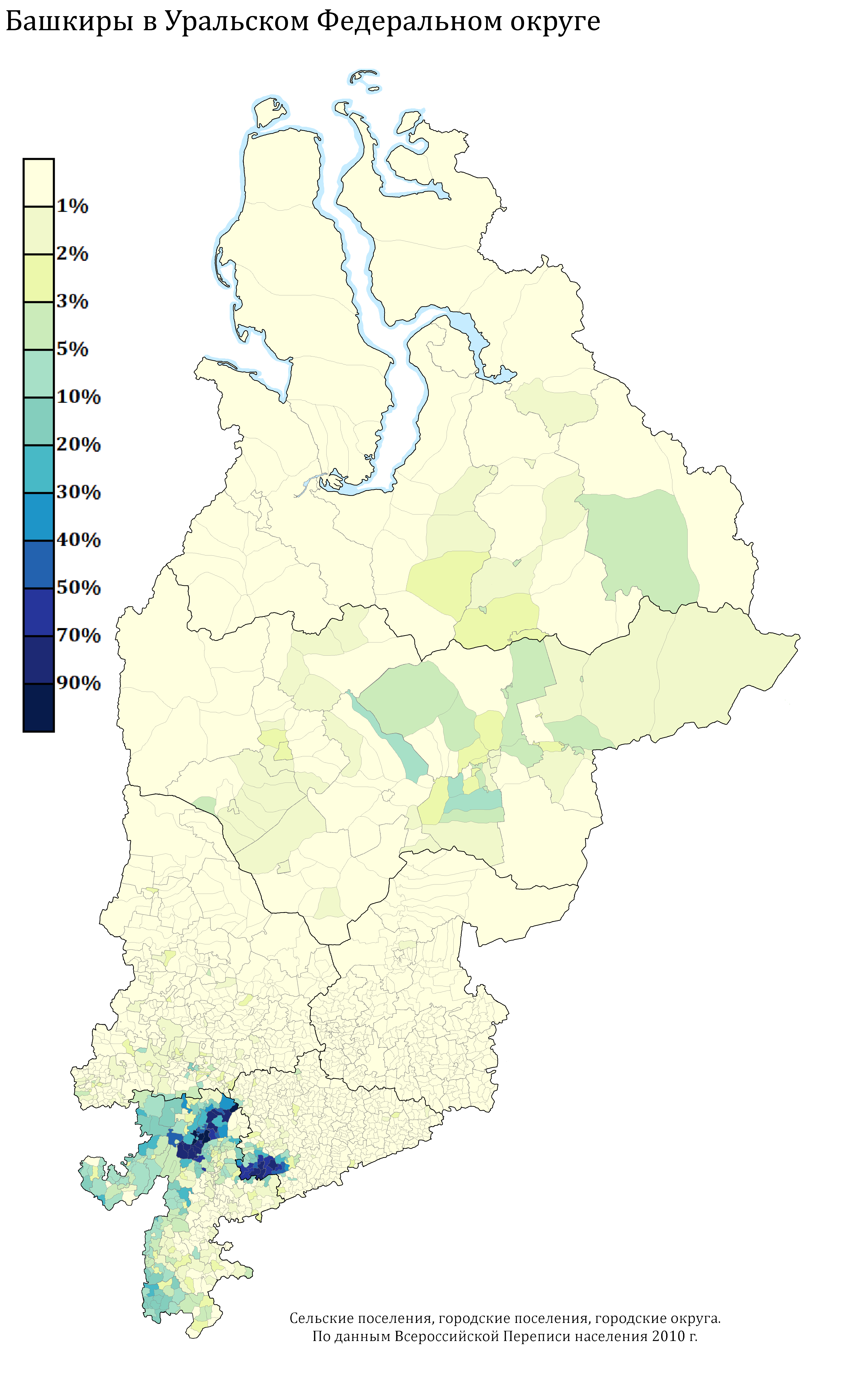
Расселение башкир в УФО по городским и сельским поселениям в %, перепись 2010 г.

Башкиры Свердловской области — башкиры, проживающие на территории Свердловской области, являются одним из автохтонных народов юга региона, однако на сегодняшний день мест компактного проживания башкир, в том числе населённых пунктов с преобладанием башкир, в регионе нет.

## Демография
В 1795 году в Екатеринбургском уезде насчитывалось 5038, в 1897 году — 8583 башкир, а Красноуфимском уезде в 1795 году — 2203, в 1897 году — 21809 башкир.
| Численность башкир региона по годам |        |        |        |        |        |
| 1959                                | 1970   | 1979   | 1989   | 2002   | 2010   |
| 14 621                              | 21 428 | 30 051 | 41 500 | 37 296 | 31 183 |

При проведении переписи 1926 года жители деревень Сызги, Озерки, Азигул, Артя-Шигир, Акбаш, Уфа-Шигир, Аракай, Перепряжка, Шакур были указаны башкирами, однако, после и до сегодняшнего дня население данных населённых пунктов представлено только татарами.

## История
На территории современной Свердловской области находились вотчинные земли башкирских родов: упей, кошсы, терсяк и сызгы. Упейцы проживали в сёлах Шокурово и Акбаш Нижнесергинского муниципального района; сызгинцы — села Сызги, Озерки, Юва, Усть-Бугалыш, Верхний Бугалыш, Новый Бугалыш и Средний Бугалыш Красноуфимского района; представители племени кошсы — Артя-Шигири, Азигулово и Биткино Артинского района, Уфа-Шигири и Урмикеево Нижнесергинского района, Усть-Баяк, Бишково, Рахмангулово и Верхний Баяк Красноуфимского района; а терсякцы основали село Аракаево Нижнесергинского района. С начала XVII века эти земли стали заселяться башкирами-гайнинцами, которые проживают в селе Гайны Ачитского района, а также составляют значительную часть жителей сел Уфа-Шигири, Усть Баяк и других.
Колонизация Среднего Урала и жестокое подавление башкирских восстаний царским правительством, сделали их меньшинством башкир края на своей вотчинной земле. Вотчинные земли башкир расхищаются земли под строительство заводов, крепостей и поселений для пришлого населения: на земле сызгинцев был основан Красноуфимск, а на вотчинах башкир племён терсяк и упей — Бисерть, Нижние Серги и Верхние Серги, Атиг, Ачит, Арти, Михайловск и т. д.
На вотчинных землях башкир данных племён образовались Упейская, Сызгинская, Больше-Кущинская и Терсятская волости. В период кантонного управления в первой половине XIX века эти земли вошли в 5-ю, 6-ю, 7-ю юрты 2-го башкирского кантона Пермской губернии.
В марте 1773 года в этих краях побывал академик П. С. Паллас, оставивший следующую информацию:

«Ехали по большей части по льду р. Уфы мимо некоторых башкирских деревень до Шокур-аула (ныне Шокурово). Щастливые башкирцы имеют в сей стране великое земледелие и водят пчел, довольно скота и дичиною в около лежащих горных дремущих лесах весьма изобилуются. Охота на куниц, оленей. Башкирцы имеют постоянные деревни. В башкирской деревне Шиг-гири-аул (ныне Уфа — Шигири) в 15 верстах вниз по Уфе переминил лошадей».— Асфандияров А. З. История сел и деревень Башкортостана и сопредельных территорий.- Уфа: Китап, 2009. С.642
Согласно «Соглашению центральной Советской власти с Башкирским правительством о Советской Автономной Башкирии» из Красноуфимского уезда Пермской губернии в состав Кущинского кантона Автономной Советской Башкирской Республики вошли следующие территории:
1. Больше-Окинская волость (населённые пункты — Большая Ока, Малая Тавра, Багышково, Нижний Кургат, Байбулда, Иванайково, Андрейково)
2. Азигуловская волость (населённые пункты — Азигулово, Биткино, Бихметково, Усть-Манчаж, Старое Биткино, Нижний Бардым, Бакийково, Рахмангулово)
3. Белянковская волость (населённые пункты — Белянка, Каипово, Каркеево, Перевоз (Арганча), Старая Маскара, Ашаево, Новая Маскара, Старо-Юлдашево, Ново-Юлдашево (Исаково), Аптрякова (Шуранка), Юсупово, Верх-Белянка (Белян-баш), Ташкинова и др.)
4. Шокуровская волость (населённые пункты — Шокурово, Перепряжка, Тюльгаш, Аракаево, Урмикеево, Акбаш, Арасланово, Артя-Шигири, Уфа-Шигири)
5. Тляшевская волость (населённые пункты — Теляшево (Упеево), Нижнее и Верхнее Ишалино, Такино, Тимирбаево)
6. Ювинская волость (населённые пункты — Большая Тавра, Сарс 1-й, Сарс 2-й, Сызги, Озерки, Усть-Бугалыш, Бишково, Усть-Баяк, Куянково, Юва, Усть-Маш, Новый Бугалыш, Верхний Бугалыш и др.)
7. Ново-Златоустовская волость (населённые пункты — Юлай)
8. Манчажская волость (населённые пункты — Верхний Баяк, Средний Баяк)
9. Сажинская волость (населённые пункты — Яман-Зилга, Средний Бугалыш).

В сентябре 1919 года Кущинский и Дуванский кантоны Башкирской АССР были объединены в Дуван-Кущинский кантон, которая в 1922 году была преобразована в Месягутовский кантон. 1923 году границы данного кантона были изменены и его северные волости отошли к Екатеринбургской губернии, впоследствии присоединенной к Уральской области.

## Культурные и общественные организации
- Подразделение Всемирного конгресса башкир — региональная общественная организация «Курултай башкир Свердловской области» и его районные подразделения.
- Региональное общественное объединение «Свердловский областной Башкирский Центр».
- Общественная организация женщин башкирок г. Екатеринбурга «Фатима».
- Региональная национальная общественная организация «Свердловский областной центр татарской и башкирской культуры „Мирас“».
- Свердловское областное татарское и башкирское общество имени Мажита Гафури.
- Общественное объединение башкирской молодёжи «Уралым» Свердловской области.

В 2002—2013 гг. в Екатеринбурге находилось Постоянное представительство Республики Башкортостан в Свердловской области.